# سبع الدجيل
أبو جعفر محمد بن علي الهادي سبع الدجيل، (وُلد حوالي عام 228 هـ، تُوفي سنة 254 هـ)، وهو ابن علي الهادي، وله قبر مشهور بالعراق واليه تنسب فرقة محمد بن علي الهادي. 

## نسبه
- هوَ: محمد بن علي الهادي بن محمد الجواد بن علي الرضا بن موسى الكاظم بن جعفر الصادق بن محمد الباقر بن علي السجاد بن الحسين بن علي بن أبي طالب.[1] وأبوه علي الهادي عاشر أئمة أهل البيت عند الشيعة.[2]
- أمه: السيدة حُديث، وتسمى أيضًا: سُليل وجدة.[3] وكانت من العارفات الصالحات،[4] وروي أن علي الهادي قال فيها: «سليل - وهو اسمها - مسلولة من الآفات والأرجاس والأنجاس».[5]

## ولادته
وُلد في قرية يقال لها (صريا) أو (صربا) في المدينة المنورة حوالي عام 228 هـ، وقرية (صريا) أو (صربا) هي التي أسسها موسى الكاظم.

## ألقابه
لُقّب بـ(سبع الدجيل) لأنه كان هناك أسد يحمي زوّاره من اللصوص وقطّاع الطرق فكان لا ينال أحداً من زائريه أيّ أذى حينما يقصده. ومن ألقابه أيضاً: سبع الجزيرة، والبعّاج، وأبو جاسم، وأبو البرهان لوضوح كراماته ودلالة قربه من الله تعالى، وأبو الشارة، وأخو العباس لكراماته التي حباه الله بها، فكلاهما باب الحوائج.

## وفاته
لما خرج علي الهادي من المدينة المنورة إلى سامراء ترك أبنه محمدًا في المدينة المنورة وهو طفل، وفي سنة 252 هـ قصد محمد الحجّ ثمّ التحق من مكة المكرمة بأبيه ومكث عنده في سامراء مدّه، ثمّ مرض مرضاً شديداً واشتدَّت به العلّة في رجوعه إلى المدينة في مدينة بلد على مقربة من سامراء وتُوفي في 28 أو 29 من جمادى الآخرة سنة 252 هـ وعمره يناهز الرابعة والعشرين. ولا يعلم سبب مرضه، وقيل قد سُقي سُمًًّا من العباسيين الذين حاصروا أباه وهم يظنّون كغيرهم أنّ ابنه محمدًا هو الإمام من بعده أم أنّ ما مُني به كان مرضاً مفاجئاً، وذكر البعض الإحتمال الأول.

## ذريته
نُقِل عن كتاب بحر الأنساب أنّه كان لمحمّد تسعة دُفِنوا بخوي وسلماس في بلاد إيران وهم: جعفر وبه يكنى، وعبد الله، ولطف الله، وعناية الله، وهداية الله، ومحمود، وأحمد، وعلي، واسكندر، وأعقب من ابنين له، هما: أحمد وعلي.